# Jannes Horn
Jannes-Kilian Horn (Braunschweig, 1997. február 6. –) német utánpótlás-válogatott labdarúgó, a St. Louis City játékosa kölcsönben a Nürnberg csapatától.

## Pályafutása
A Rot-Weiß Braunschweig csapatában kezdet megismerkedni a labdarúgás alapjaival, majd 2008-ban csatlakozott a VfL Wolfsburg akadémiájához. Itt pályára lépett az UEFA Ifjúsági Ligában is a korosztályos csapatok mellett. A 2015-16-os szezonban több alkalommal is a kispadon kapott szerepet az első csapatban. 2016. szeptember 17-én a TSG 1899 Hoffenheim ellen mutatkozott be a Bundesligában, a 81. percben váltotta Daniel Caligiurit. A Werder Bremen ellen kezdőként lépett pályára és már a 69. percben kulcsszerepet játszott Robert Bauer öngóljában. Végül csapata 2-1-re kikapott a brémai klubtól. November és december között 3 alkalommal a második csapatban is pályára lépett. Ezeken a mérkőzéseken kezdőként végig a pályán maradt. 2017. június 9-én aláírt az 1. FC Köln csapatához.

## Válogatott
Tagja volt a német U19-es labdarúgó-válogatottnak amely részt vett a 2016-os U19-es labdarúgó-Európa-bajnokságon, valamint a 2017-es U20-as labdarúgó-világbajnokságon is pályára lépett.

## Statisztika
2018. november 16. szerint.
| Klub          | Szezon   | Bajnokság | Bajnokság | Kupa  | Kupa | Nemzetközi | Nemzetközi | Összesen | Összesen |
| Klub          | Szezon   | Mérk.     | Gól       | Mérk. | Gól  | Mérk.      | Gól        | Mérk.    | Gól      |
| ------------- | -------- | --------- | --------- | ----- | ---- | ---------- | ---------- | -------- | -------- |
| VfL Wolfsburg | 2015-16  | 0         | 0         | 0     | -    | -          | -          | 0        | 0        |
| VfL Wolfsburg | 2016-17  | 4         | 0         | 0     | 0    | -          | -          | 4        | 0        |
| VfL Wolfsburg | Összesen | 4         | 0         | 0     | 0    | 0          | 0          | 4        | 0        |
| VfL Wolfsburg | 2016-17  | 13        | 0         | 0     | 0    | -          | -          | 13       | 0        |
| VfL Wolfsburg | Összesen | 13        | 0         | 0     | 0    | 0          | 0          | 13       | 0        |
| 1. FC Köln    | 2017-18  | 11        | 0         | 2     | 0    | 2          | 0          | 15       | 0        |
| 1. FC Köln    | 2018-19  | 11        | 0         | 1     | 0    | -          | -          | 12       | 0        |
| 1. FC Köln    | Összesen | 22        | 0         | 3     | 0    | 2          | 0          | 27       | 0        |
| Összesen      | Összesen | 39        | 0         | 3     | 0    | 2          | 0          | 44       | 0        |